# 18 de Julio (Rocha)
18 de Julio ist eine Stadt im Südosten Uruguays.

## Geographie
Sie befindet sich auf dem Gebiet des Departamento Rocha in dessen Sektor 5 nahe der Grenze zum Nachbarland Brasilien. In jeweils einigen Kilometern Entfernung liegen östlich Chuy und in nordwestlicher Richtung San Luis al Medio. Südlich verläuft in der Sierra de San Miguel der Arroyo San Miguel.

## Geschichte
Vormals als San Miguel bekannt, wurde 18 de Julio am 12. Juli 1909 durch das Gesetz Nr. 3.495 offiziell als „Pueblo“ deklariert. Am 20. Juni 1961 erfolgte dann durch das Gesetz Nr.12.876 die Einstufung in die Kategorie „Villa“.

## Infrastruktur
Durch 18 de Julio führt die Ruta 19.

## Einwohner
18 de Julio hatte bei der Volkszählung im Jahr 2011 977 Einwohner, davon 482 männliche und 495 weibliche.
| Jahr | Einwohner |
| ---- | --------- |
| 1963 | 747       |
| 1975 | 743       |
| 1985 | 872       |
| 1996 | 1.139     |
| 2004 | 1.191     |
| 2011 | 977       |

Quelle: Instituto Nacional de Estadística de Uruguay